# Hardwarehacker

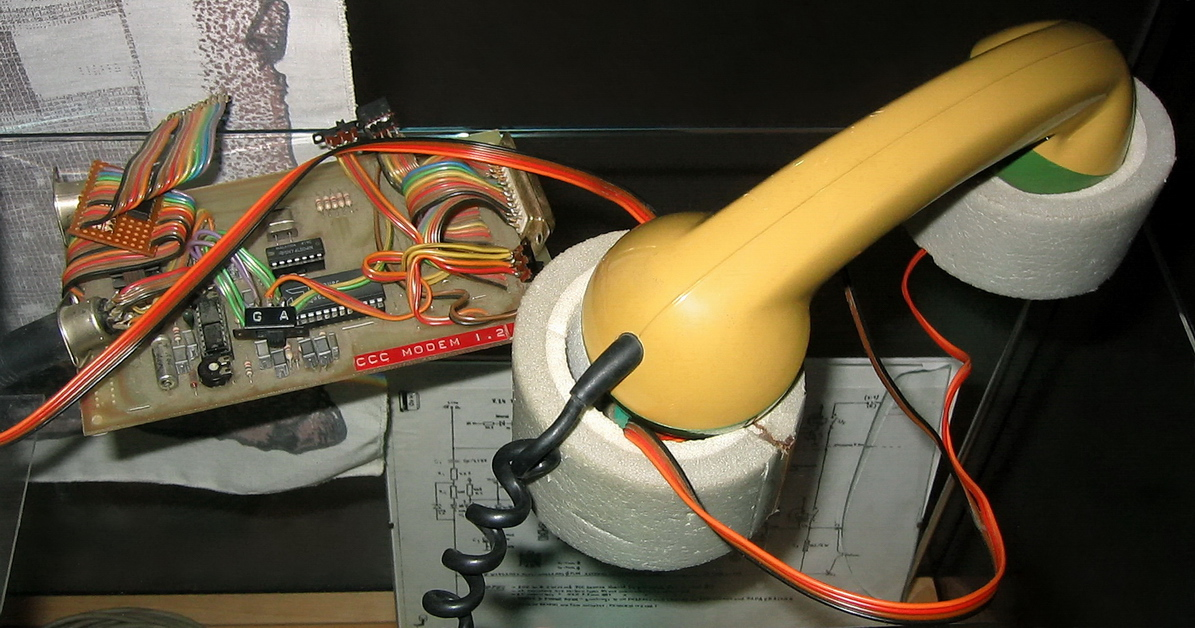
Das „Datenklo“

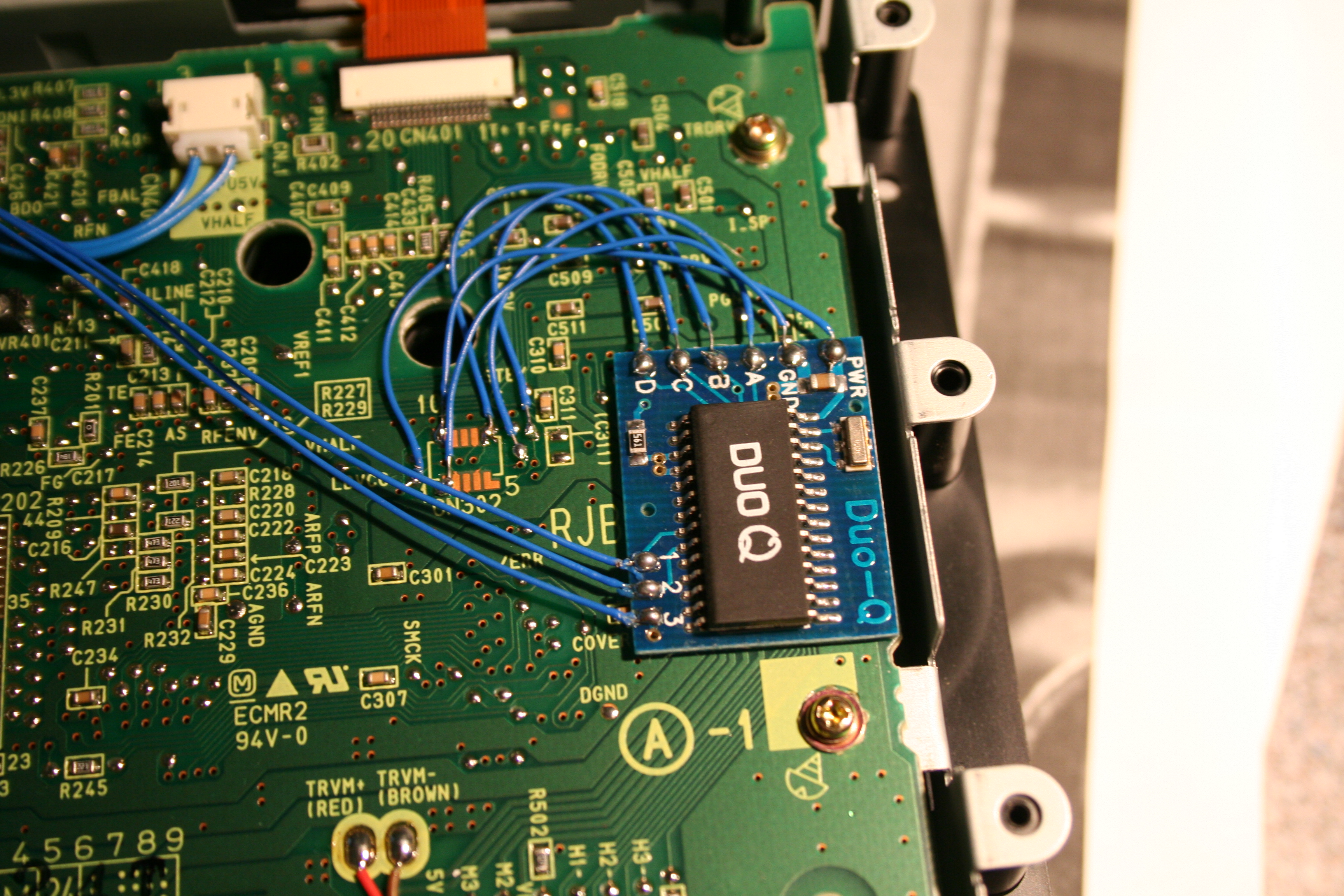
Modchip, um die Beschränkungen einer Spielekonsole zu umgehen.

Hardwarehacker sind Hacker, die Hardware zum einen modifizieren, um Zugang zu einem Gerät oder einer neuen Funktionalität zu verschaffen, die vom Hersteller nicht vorgesehen ist. Auch die Umgehung einer hard- oder softwareseitigen Einschränkung fällt darunter. Beispiele dafür sind das Hinzufügen von Netzwerkfähigkeiten für eine Reihe von Automaten und Kaffeemaschinen und der Playstation-Hack. Zum anderen entwickeln sie mitunter Geräte selbst, wie das Datenklo, ein Akustikkoppler-Selbstbausatz für den Netzzugang eines Computers über die Telefonleitung; entwickelt von Hackern des Chaos Computer Clubs.
Hardwarehacker treten als sich gegenseitig stark unterscheidende Unterform in jeder Hacker-Szene auf. Hardware zu hacken bezieht sich zwar vornehmlich auf den Bereich der Informations- und Kommunikationstechnik, doch in seiner ursprünglichen Bedeutung „Tüfteln/Basteln“ ist Hacken nicht auf informationstechnische Bereiche beschränkt.
Im Kontext eines „spielerischen kreativen Umgangs“ mit Technik jeglicher Art schreiben sie beispielsweise Gerätetreiber und Firmware oder beschäftigten sich mit den physischen Grundlagen der Netzwerke, insbesondere wenn sie dabei Dinge außerhalb der Spezifikation verwenden. Ein Merkmal eines Hackers ist nicht die Aktivität selbst, sondern die Art wie sie durchgeführt wird. Wie das Jargon File beschreibt, genießt ein Hacker die intellektuelle Herausforderung, auf kreative Weise Grenzen zu überwinden oder zu umgehen. Sie benötigen dafür ein oft sehr komplexes und tiefes Wissen über die verwendete (Programmier-)Technik und Technologie.

## Überblick

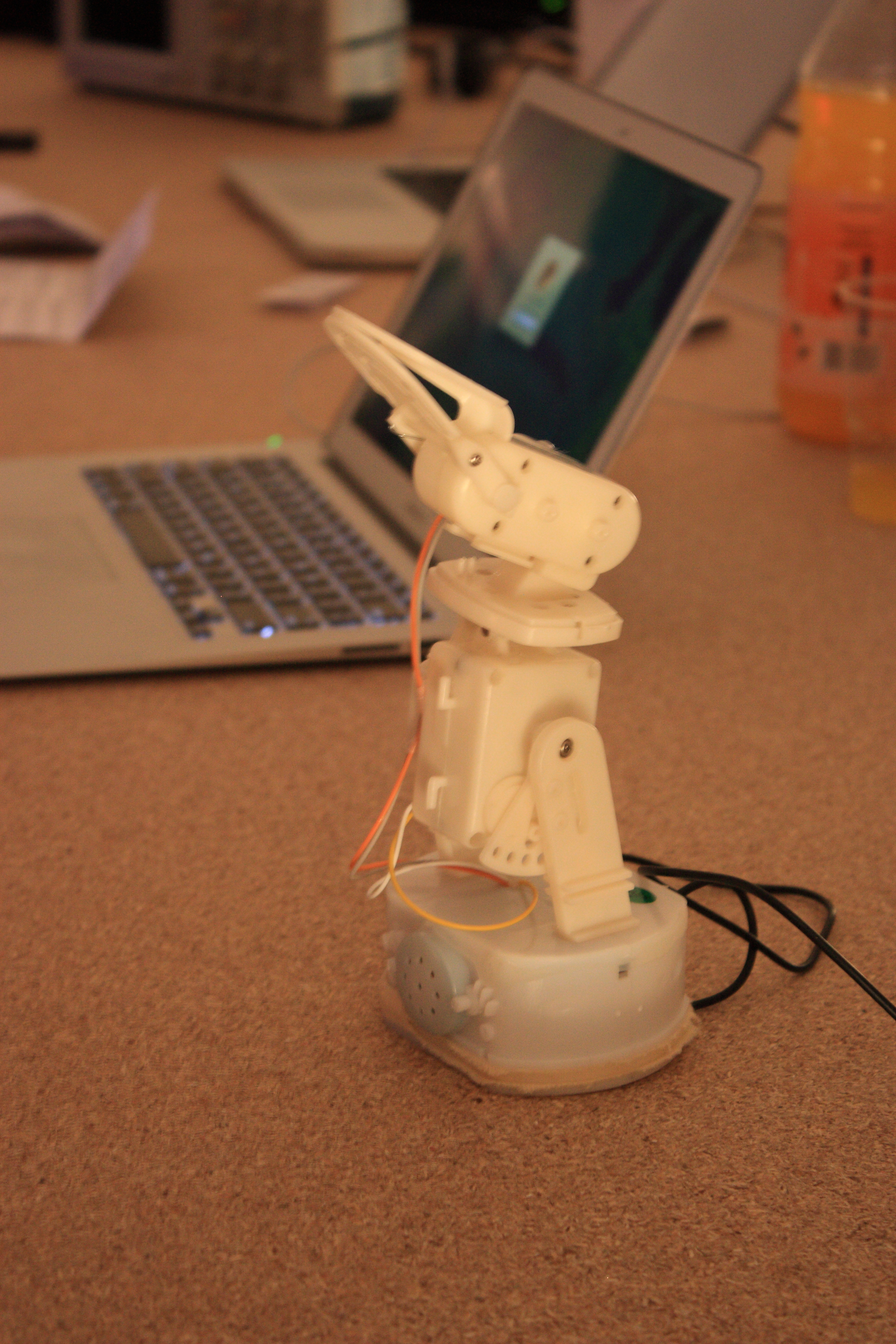

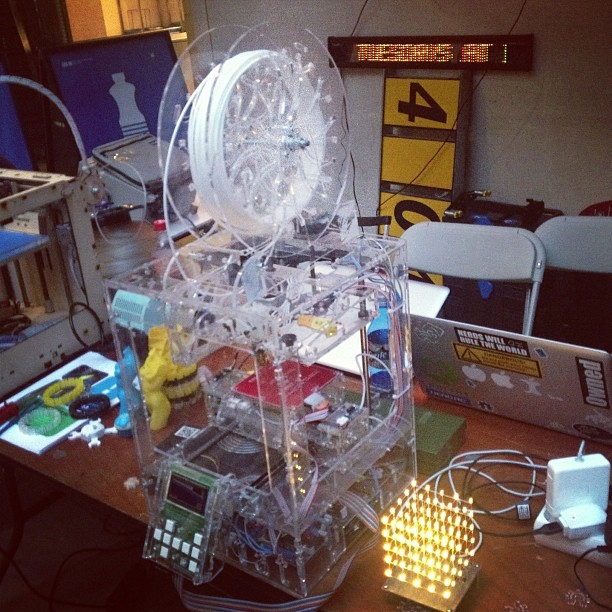
Selbstgebauter 3D-Drucker

Technische Geräte zu überarbeiten und dabei auch in einer Weise zu verwenden, für die sie ursprünglich nicht vorgesehen waren, gehört zum Wesen der Hackerkultur. In seiner ursprünglichen Verwendung bezieht sich der Begriff „Hacker“ auf Tüftler im Kontext einer verspielten selbstbezüglichen Hingabe im Umgang mit Technik. Wau Holland prägte die Formulierung: „Ein Hacker ist jemand, der versucht einen Weg zu finden, wie man mit einer Kaffeemaschine Toast zubereiten kann“. Im Unterschied zur Improvisation, die der Lösung auftretender Probleme dient, geht es hierbei oft um das Experimentelle, den Versuch, die Grenzen des Machbaren zu erkunden (bezogen auf das Beispiel wird der Versuch also auch durchgeführt, wenn ein üblicher Toaster zur Verfügung steht).

## Hardwarehacker in der frühen Heimcomputerszene

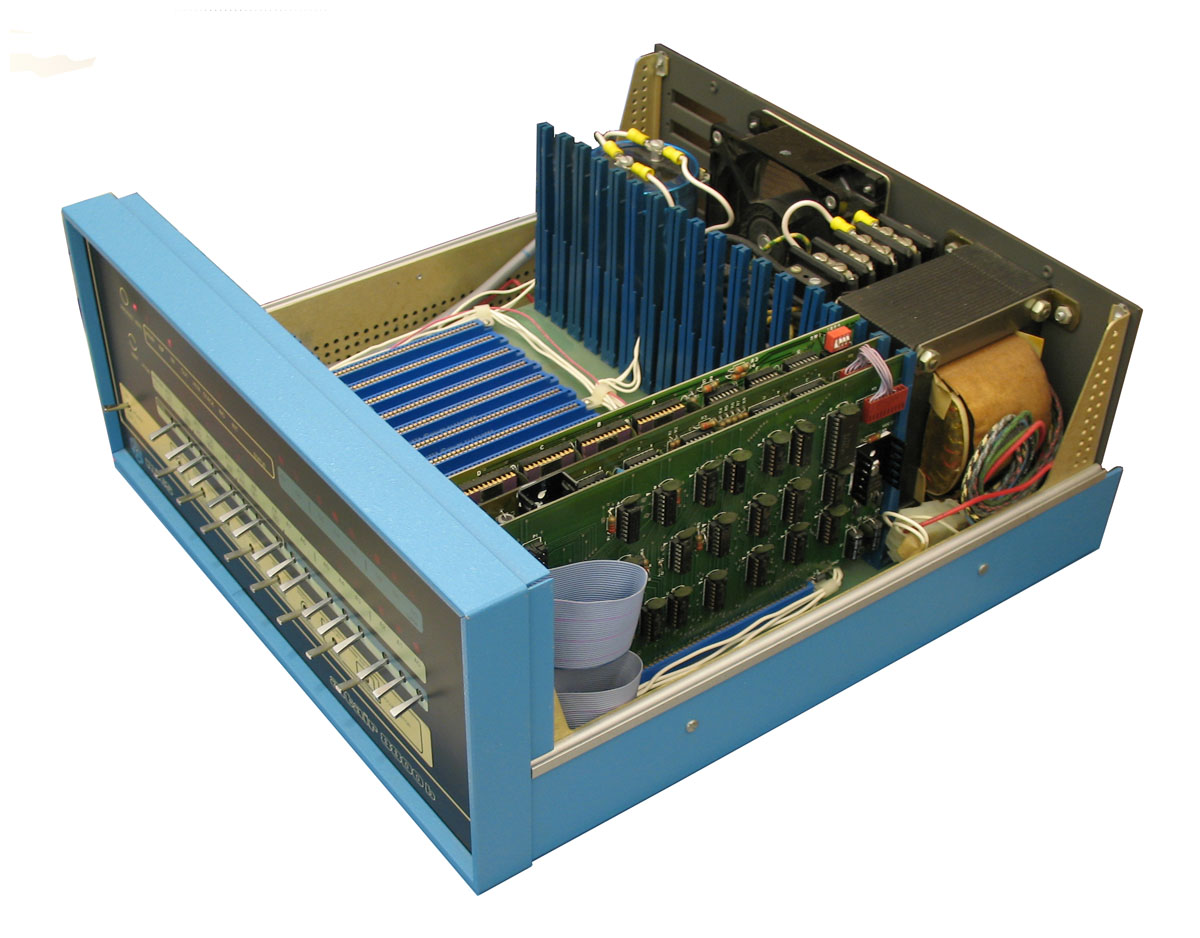
Altair 8800

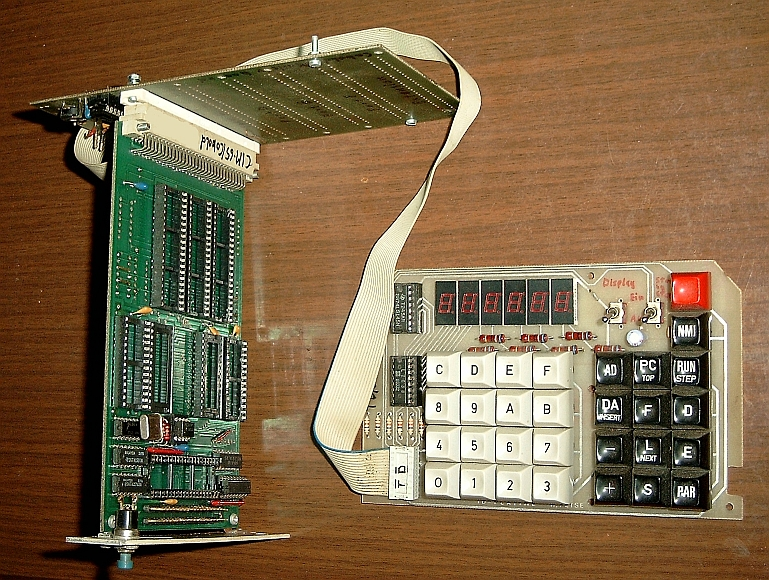
Kleincomputer Cobold

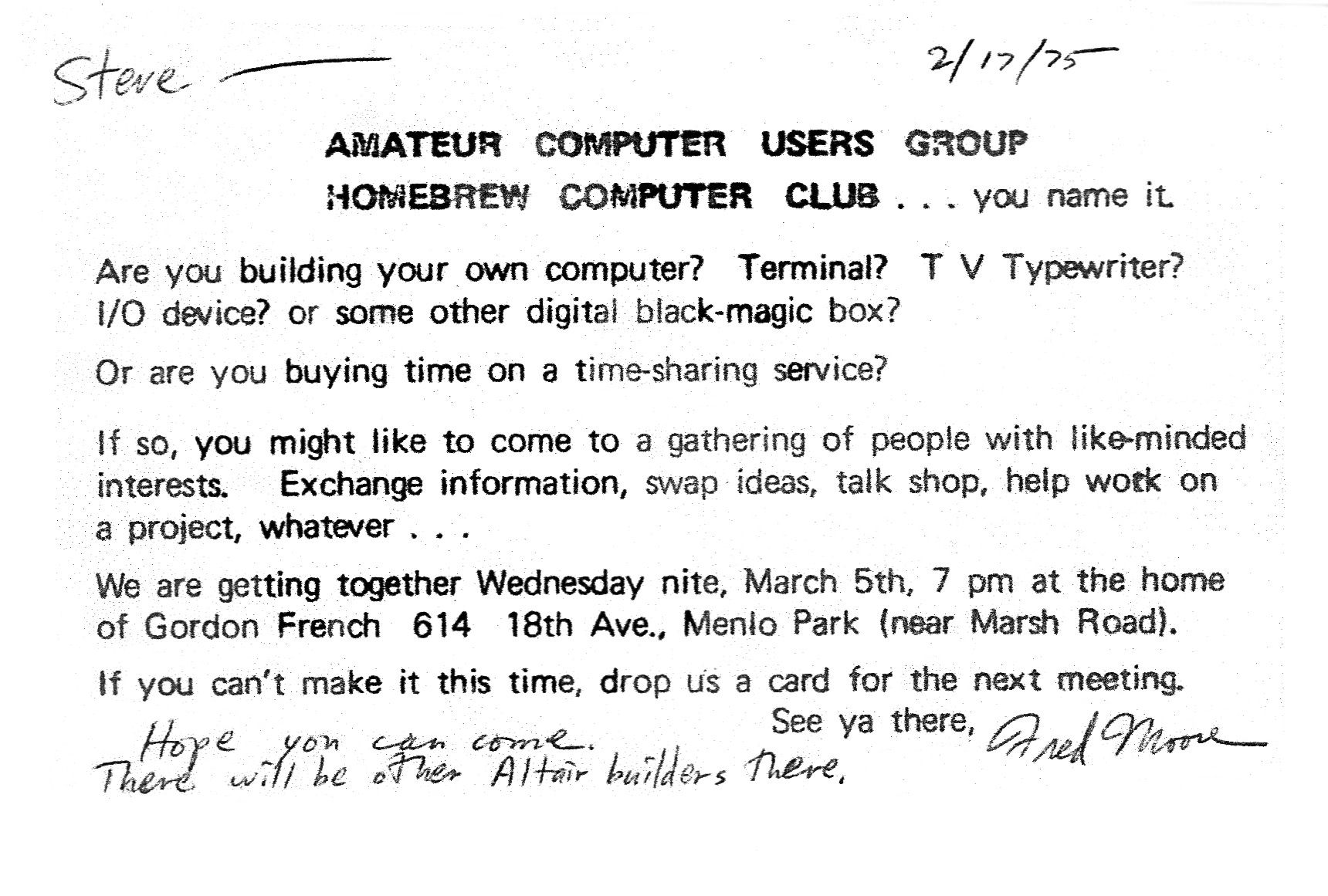
Einladung zum ersten Homebrew-Computer-Club-Treffen

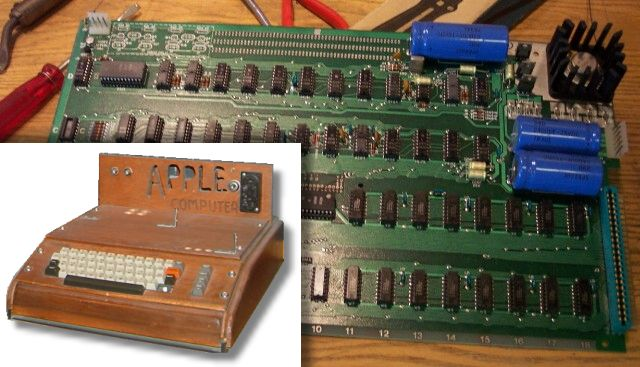
Apple I: Gehäuse und Systemplatine

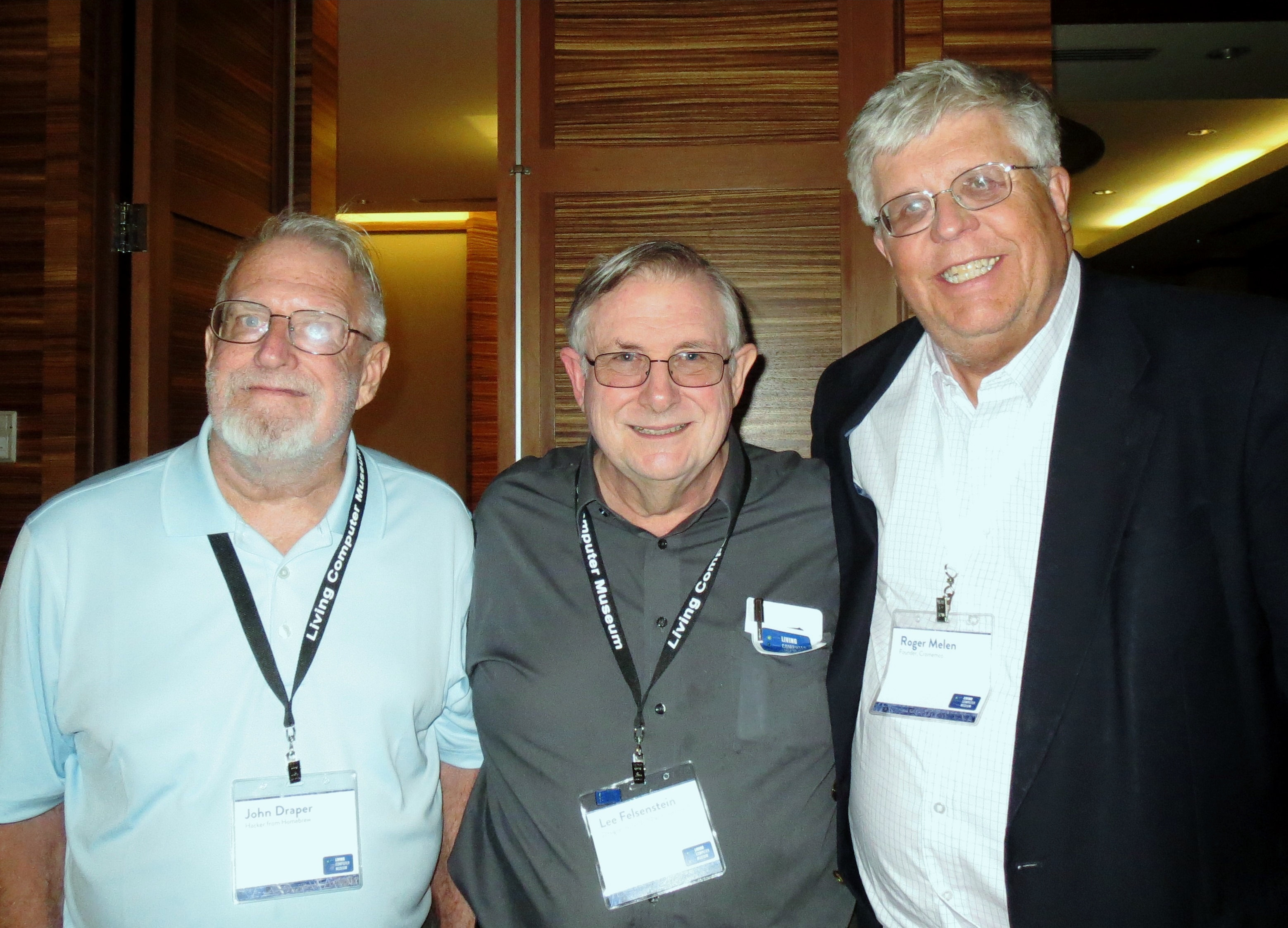
Homebrew-Computer-Club-Mitglieder: John T. Draper (Captain Crunch), Lee Felsenstein, Roger Melen

In der Frühzeit bestand die stärkste kulturelle Verbindung zu den Hardwarehackern in der Entwicklung der Heimcomputer-Szene. Der Journalist Steven Levy beschreibt sie in seinem Buch „Hackers – Heroes of the Computer Revolution“ als eine Gruppierung von Technikenthusiasten, die sich für die Idee eines persönlichen Computers begeistern konnten. Über praktische Projekte und Entwicklungen, bis hin zur Geburt einer vollkommen neuen Industrie im Silicon Valley, haben sie die Entwicklung des persönlichen Computers (Mikrocomputer, später Heimcomputer, heute meist PC), entscheidend vorangetrieben. Zu ihrem Vermächtnis gehört die Entwicklung der ersten PCs.

Die Idee, dass der Computer seinen Platz in privaten Haushalten finden und jedem Menschen frei zugänglich sein sollte, wurde von der in den 1970er Jahren vorherrschenden Industrie als absurd abgetan. Bezeichnend für diese Einstellung war der Ausspruch von Thomas J. Watson, dem früheren Chef von IBM, der 1943 erklärte: „Ich glaube, dass es einen Weltmarkt für vielleicht fünf Computer gibt“. Wenn auch nicht in diesem Ausmaß, folgten Unternehmen wie Texas Instruments, Fairchild, IBM und DEC in den 1970er Jahren im Grunde noch immer diesem Dekret. Von einem Mitarbeiter auf die Entwicklung eines Computers für Privathaushalte angesprochen, wies DEC-Chef Ken Olsen 1977 diesen Vorschlag mit der Begründung von sich, dass er sich keine Privatperson vorstellen könne, die einen solchen Computer haben wolle. Erst der überragende Verkaufserfolg solcher Geräte durch andere (zum Teil branchenfremde, zum Teil neu gegründete) Unternehmen sollte die vorherrschende Industrie dazu veranlassen, sich der Idee des persönlichen Computers anzunehmen, eigene Produkte zu entwickeln und auf den Markt zu bringen.
Hauptsächlich in der Region von San Francisco, an der Westküste der Vereinigten Staaten, hatten Hacker in den 1970er Jahren eine weitsichtigere Vorstellung von dem praktischen Nutzen eines privaten Computers oder, bis die Technik reif dafür war, zunächst von einem öffentlich zugänglichen Computer. Der letzteren Idee widmete Ted Nelson 1974 ein Buch mit dem Titel Computer Lib, welches unter den damaligen Hackern zu einer Art Bibel für die Verfechter dieser Idee wurde. Bob Albrecht ging sogar so weit zu fordern, dass Schüler bereits im Kindesalter an den Computer gesetzt werden sollten, um ihnen das Programmieren beizubringen.
Lee Felsenstein gründete zusammen mit einigen seiner Bekannten im selben Jahr das Community-Memory-Projekt, welches über öffentliche Terminals in Plattenläden und Bibliotheken den Zugriff auf einen Computer ermöglichte. Das Projekt war für die damalige Zeit wegweisend und hatte den praktischen Nutzen eines schwarzen Bretts, auf dem man per ADD einen beliebigen Beitrag einfügen und mit FIND finden konnte.
Ed Roberts entwickelte 1974 den ersten Bausatz für einen Heimcomputer, den Altair 8800. Er kam 1975 für 439 US-Dollar auf den Markt, nach heutiger Kaufkraft rund 2.200 US-Dollar, und wurde von Hardwarehackern begeistert aufgenommen, obwohl er nicht ausgereift war. Zur Kommunikation standen lediglich Kippschalter und Leuchtdioden zur Verfügung. So schlossen sich zahlreiche Westküstenhacker in dem von Fred Moore und Gordon French im März 1975 gegründeten Homebrew Computer Club zusammen, um die Technik selbst zu entwickeln, die sie am Altair 8800 vermissten. Sie machten bezüglich des „persönlichen Computers“ immer wieder mit Konzepten und praktischen Entwicklungen auf sich aufmerksam. Später gründen Mitglieder dieses Vereins zahlreiche Computerunternehmen.
Eine dieser ersten Unternehmen war Proctech (Processor Technology), für dessen Gründer Bob Marsh der damals legendäre Terminal-Computer SOL-20 von Lee Felsenstein entworfen wurde.
Ein prominentes Mitglied des Homebrew Computer Clubs, Steve Wozniak (in der Szene bekannt als The Woz), entwickelte 1976 einen vollkommen eigenen Computer, der dem Altair 8800 technisch weit überlegen war: Sein 666 US-Dollar teurer Computer hatte eine schreibmaschinenähnliche Tastatur als Eingabeeinheit und einen Bildschirm (zunächst in Form eines umfunktionierten Fernsehgerätes) als Ausgabeeinheit. Apple war eines der Unternehmen, die aus dem Homebrew Computer Club hervorgingen, wobei Steve Wozniak neben Steve Jobs und Ronald Wayne einer der Gründer ist. Sein Computer wurde zwar vor der Unternehmensgründung entwickelt, aber dann dort in Serie produziert und unter dem Namen Apple I verkauft. Als Einplatinencomputer wurde er in Form einer komplett bestückten Platine ausgeliefert und vom Händler oder Endbenutzer um ein Netzteil, Gehäuse und eine Tastatur ergänzt, ehe er am heimischen Fernseher betrieben werden konnte. Das Nachfolgemodell, der Apple II, war der letzte industriell hergestellte PC, der vollständig von einer einzelnen Person, Steve Wozniak, entworfen wurde, inklusive der Entwicklung der Software. Er wurde im April 1977 in den USA vorgestellt und für einen Preis von 1298 US-Dollar angeboten.
1981 entwickelte und baute Lee Felsenstein den ersten portablen Computer, einen Vorläufer der späteren Laptops, genannt Osborne 1.
Während tiefgreifende Kenntnisse der Computertechnik Ende der 1970er Jahre vor allem im Zusammenhang mit eigenen Reparaturen von Heimcomputern oder Selbstbau-Sets recht weit verbreitet waren, nahmen sie ab etwa den 1990er Jahren stetig ab und sind auch bei nichtprofessionellen Technikenthusiasten heute eher selten.